# Cândido Sales
Cândido Sales este un oraș în unitatea federativă Bahia (BA) din Brazilia.